# Manson (Washington)
Manson es un área no incorporada y lugar designado para el censo ubicada en el condado de Chelan, en el estado estadounidense de Washington. De acuerdo con el censo de 2010, tiene una población de 1,468 habitantes.

## Geografía
Manson se encuentra ubicado en las coordenadas 47°53′6″N 120°9′25″O / 47.88500, -120.15694.